# شهرداری پودلنیک
شهرداری پودلنیک (به لاتین: Municipality of Podlehnik) یک منطقهٔ مسکونی در اسلوونی است که در اسلوونی واقع شده‌است. شهرداری پودلنیک ۴۶٫۰ کیلومتر مربع مساحت و ۱٬۸۱۰ نفر جمعیت دارد.